# Drostenhuis (Culemborg)
Het Drostenhuis (ook wel Stadhoudershuis genoemd) is een laatmiddeleeuws gebouw in de Nederlandse stad Culemborg. Het huidige Drostenhuis heeft Slotstraat 10 als adres, maar oorspronkelijk behoorde ook het naastliggende pand op Slotstraat 12 tot het Drostenhuis. Beide panden hebben eeuwenlang als één woonhuis gefungeerd.

## Geschiedenis
Het oudste deel van het gebouwencomplex dateert waarschijnlijk uit het eerste kwart van de 15e eeuw en is onderdeel van het huidige pand Slotstraat 12. In het tweede kwart van de 15e eeuw zal tegen het bestaande gebouw het hoekpand van Slotstraat 10 zijn opgetrokken, zodat er één groot woonhuis ontstond. Aan de achterzijde werd de tuin begrensd door de stadsmuur. Het huis was oorspronkelijk rood geschilderd.
De eerste bekende bewoner van het huis was Zweder van Culemborg, de bastaardzoon van Gerard II van Culemborg. Zweder werd vanaf 1462 in de leenakteboeken genoemd als drost of stadhouder van de heerlijkheid Culemborg en had van zijn vader het huis en een stuk land gekregen. In het huis toont een 15e-eeuwse muurschildering de wapens van Zweder en zijn echtgenote Judith Uten Engh (ook wel Jutta Utenengh genoemd), wat er op wijst dat zij inderdaad het huis bewoonden. Vanwege Zweder werd het pand in de oudste documenten het ‘Zweder de Bastaerthuis’ genoemd.
Na het overlijden van Zweder ging het huis over naar zijn stiefdochter Margriet, maar zij gaf het door aan Johanna van Bourgondië, de vrouw van Jasper van Culemborg. Hun dochter Elisabeth erfde het huis begin 16e eeuw. Het huis bleef in bezit van de graven van Culemborg tot in de 18e eeuw en was dikwijls de woonplek van de drosten of stadhouders. Een van de bekendere stadhouders was Melchior van Culemborg (overleden in 1569), waaraan het huis zijn naam Stadhoudershuis dankt.
Rond 1700 werd het gebouw ook wel aangeduid als Hertogshuis, vanwege hertog Ernst van Saksen-Hildburghausen die hier enkele jaren met zijn echtgenote Sophia Henrica van Waldeck verbleef.
In 1722 werd het gebouw gesplitst en werd het deel dat nu Slotstraat 12 betreft, een apart woonhuis. Aan de oostzijde kreeg dit huis een uitbreiding en in de 19e eeuw kreeg het een binnengang die toegang gaf tot de vertrekken, zodat er een echt herenhuis was ontstaan. In de 20e eeuw was het pand in bezit van de Hervormde kerk.
Het deel dat als Slotstraat 10 verder ging, heeft na de splitsing verschillende bestemmingen gehad. Zo was er vanaf eind 19e eeuw de drukkerij en mosterdfabriek van W.A. Spoor gevestigd.

### Restauratie
In 1960 kocht de gemeente Culemborg de Slotstraat 10 aan. Het Drostenhuis en de aangebouwde fabriek stonden in die tijd op de zogenaamde ‘krottenkaart’ en daarmee op de lijst om afgebroken te worden. Er was tevens een voorstel om hier een doorbraak in de bebouwing te maken ten behoeve van het autoverkeer, maar dat plan vond geen gehoor. In 1970 werd uiteindelijk een restauratieplan opgesteld door architect Coen Temminck Groll. Het kwam echter niet tot een daadwerkelijke renovatie, waarna het pand verder in verval raakte. Wel werd het fabriekje achter het pand in 1972 afgebroken.
In 1977 kocht Vereniging Hendrick de Keyser het Drostenhuis aan. Architect Temminck Groll werd aangetrokken om zijn oorspronkelijke plan uit te voeren en tegelijk ook een plan te maken voor Slotstraat 12. Het plan voor beide panden was in 1979 gereed, maar de eerste werkzaamheden konden pas in 1982 van start gaan toen er een subsidie was toegekend. De restauratie had als uitgangspunt dat er zo veel mogelijk van het oude gebouw behouden moest blijven, waarbij verdwenen onderdelen bij voorkeur niet werden gereconstrueerd. Op de benedenverdieping van Slotstraat 10 kwam een kantoorruimte en op de eerste verdieping werden twee appartementen aangebracht. Onder de kappen kwamen eveneens twee appartementen. De 15e-eeuwse muurschildering is gerestaureerd. 

## Beschrijving
Oorspronkelijk waren de panden Slotstraat 10 en 12 één gebouw, totdat het in 1722 werd gesplitst in twee afzonderlijke panden. Aan de buitenzijde is het onderscheid tussen beide panden te zien dankzij de bepleisterde voorgevel van nummer 12. Ook zijn er op de scheiding tussen beide panden hoekstenen op nummer 10 zichtbaar: deze zijn echter niet van natuursteen, maar slechts op de bakstenen geschilderd en dus niet echt. 

### Slotstraat 10
Het tweebeukige dwarshuis is opgetrokken uit baksteen. Op de hoeken van het gebouw zijn blokken Gobertangersteen aangebracht. Het huis wordt afgedekt door twee evenwijdig aan elkaar liggende zadeldaken tussen trapgevels.
Op de westelijke binnenmuur bevindt zich een 15e-eeuwse muurschildering van de Calvarieberg, met de afbeeldingen van Jezus, Maria en Johannes. Aan weerszijden zijn Zweder en Judith, de oudst bekende bewoners van het huis, afgebeeld. De muurschildering maakte deel uit van de huiskapel.
Op de begane grond is anno 2022 een makelaarskantoor gevestigd.

### Slotstraat 12
Het met een zadeldak bedekte eenbeukige pand heeft aan de westzijde een trapgevel. De gepleisterde voorgevel heeft een 19e-eeuwse ingangspartij. Aan de achterkant is een 17e-eeuwse aanbouw.

## Foto's

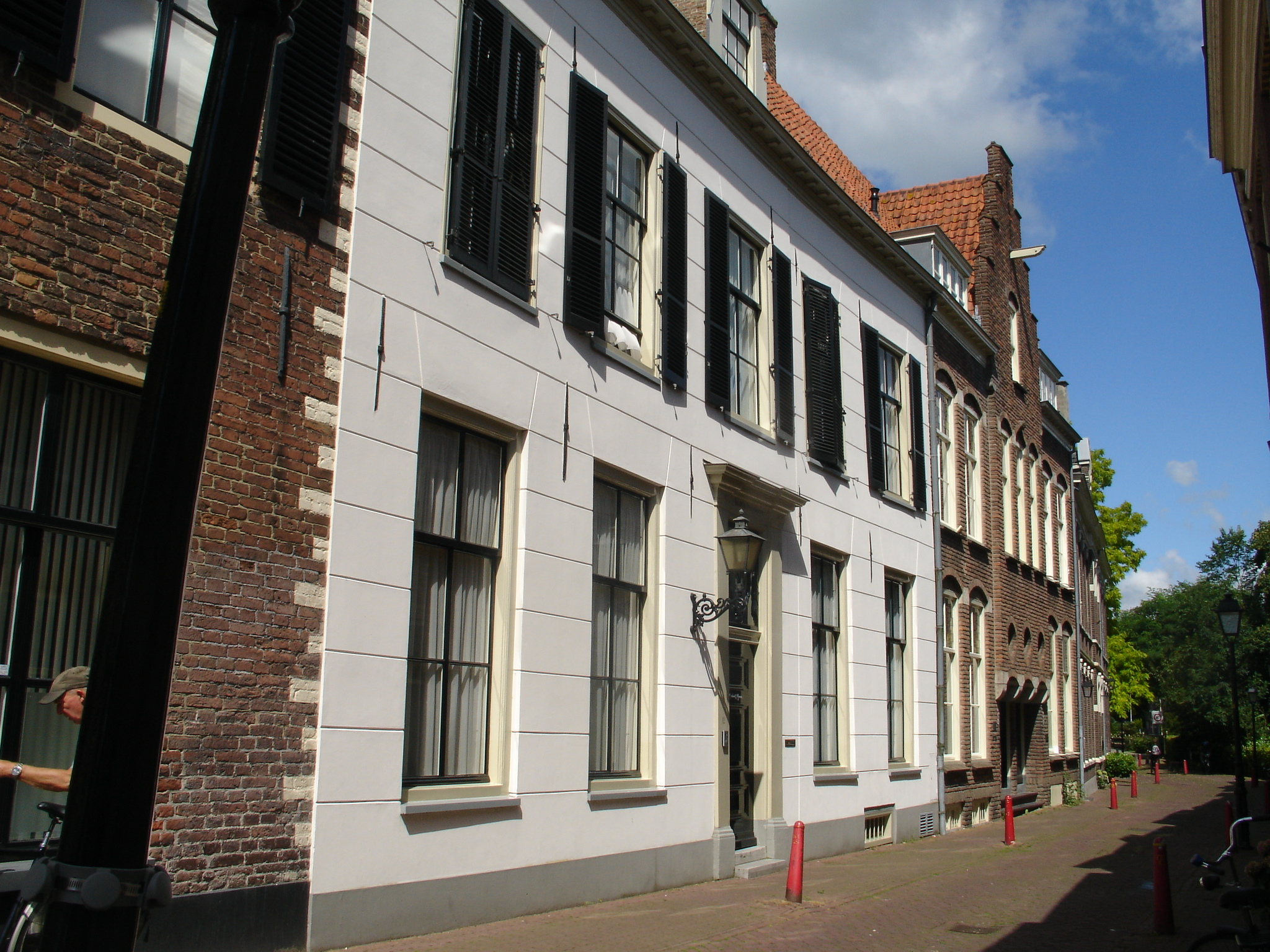
Slotstraat 12, Culemborg
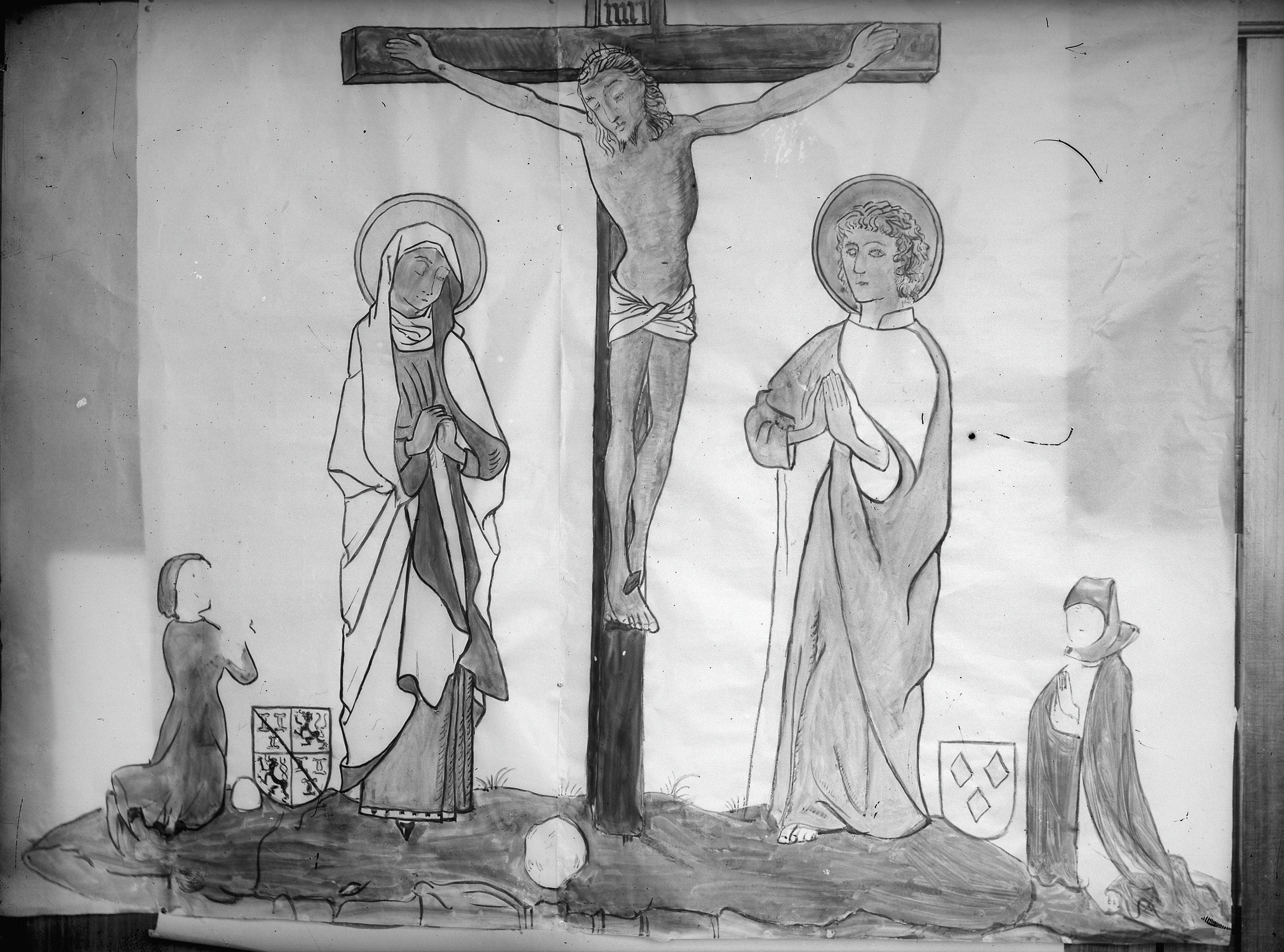
Muurschildering van Christus, Maria en Johannes, met Zweder en Judith aan weerszijden
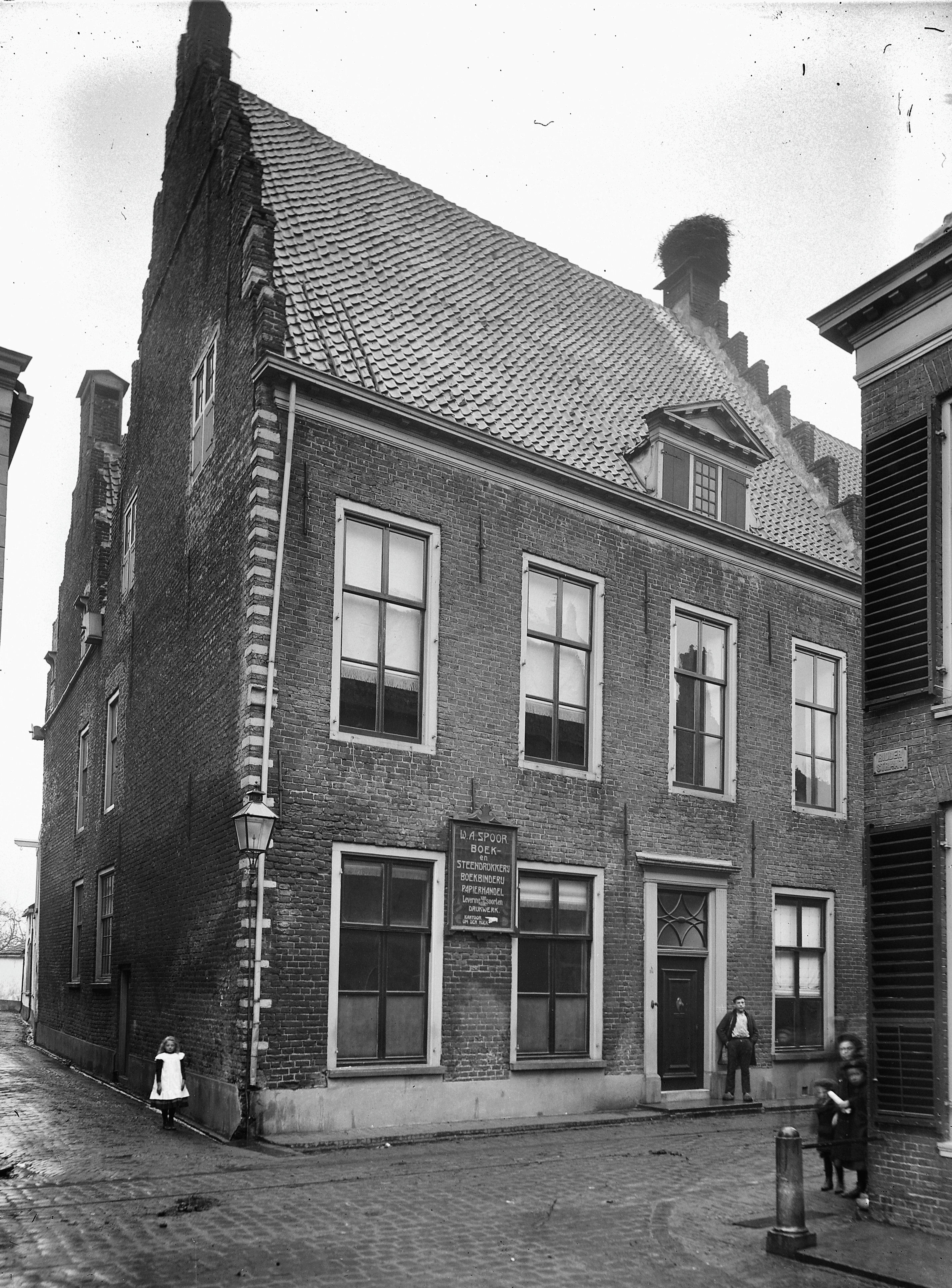
Slotstraat 10 (april 1908)
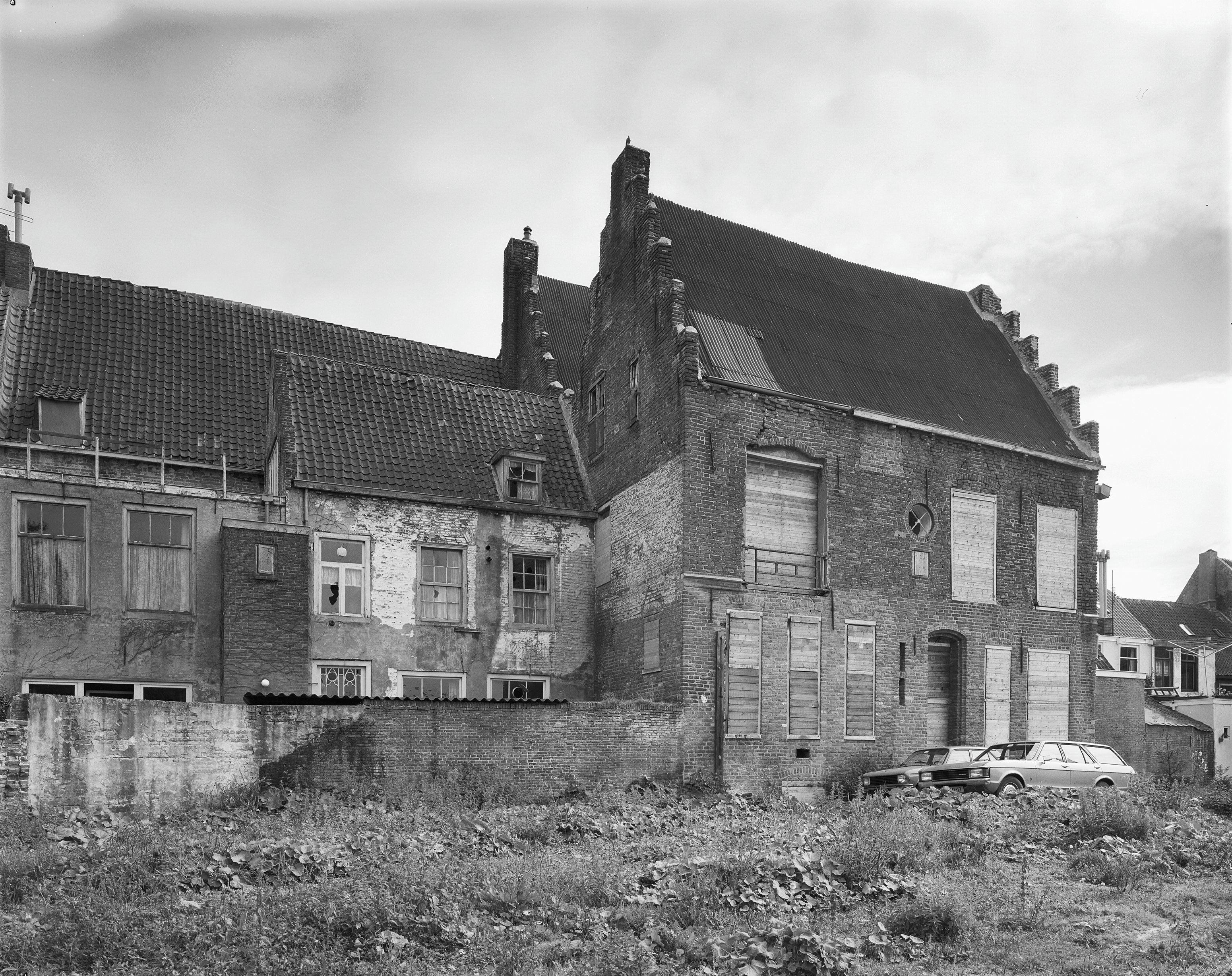
De achtergevels van Slotstraat 10 en 12, vóór de restauratie (1981)
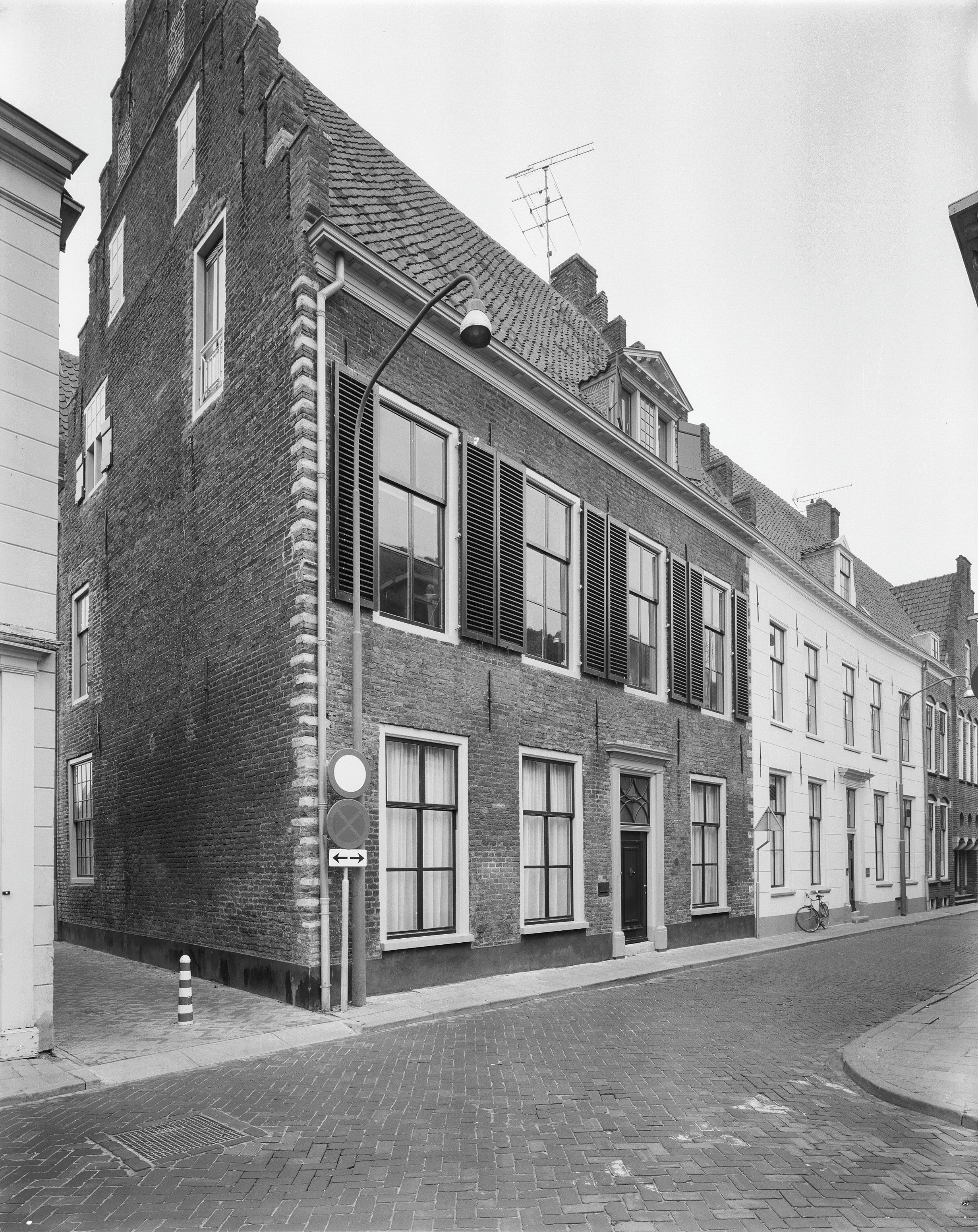
Slotstraat 10 en 12 (1985)